# Хакке, Ганс Кристоф Фридрих фон
Ганс Кристоф Фридрих фон Хакке (нем. Hans Christoph Friedrich Graf von Hacke; 21 октября 1699, Штасфурт — 17 августа 1754, Берлин) — прусский граф, генерал и комендант Берлина.

## Биография
В 1715 году 16-летний Хакке прибыл ко двору Фридриха Вильгельма I. Юноша ростом в 1,91 м поступил в королевский полк. Он отличался вниманием и дисциплинированностью, что благоприятствовало его карьере. В 18 лет Хакке стал фенрихом, в 20 получил звание лейтенанта, в 26 лет стал премьер-лейтенантом, в 29 лет повышен в штабс-капитаны, в 32 года стал гофъегермейстером.
Фридрих Вильгельм I высоко ценил заслуги Хакке и в благодарность заказал его портрет с саблей. С 1740 года Хакке служил королевским генерал-адъютантом, тем самым вошёл в ближайший круг короля и стал одним из наиболее влиятельных офицеров. Ему подчинялся королевский двор в Берлине, Потсдаме и Вустерхаузене. Кроме того, Хакке обладал широкими полномочиями по кадровым вопросам. 28 июля 1740 года Хакке был возведён в графское сословие.
После смерти Фридриха Вильгельма I Хакке перешёл на службу его преемнику Фридриху II в качестве командира фельдъегерей, охранявших прусского монарха. Отвечал за оборону Берлина во время угрожавшей столице осады австрийцами и саксонцами. В 1747 году Хакке получил звание генерал-лейтенанта и получил под своё командование королевские сооружения Берлина. 10 ноября 1749 года король Фридрих II назначил Хакке комендантом города Берлина. К его ведению были отнесены решения по кадровым вопросам, общественный порядок, торговля древесиной и цензура прессы.
Для увеличения площади Берлина Фридрих II в 1750 году распорядился о сносе крепостных укреплений и Шпандауских ворот. На болотистой местности перед ними под руководством Хакке были возведены новые здания и улицы вокруг просторной рыночной площади. В знак своей полной удовлетворённости и признания заслуг Хакке король повелел назвать площадь Хакским Рынком. Существует и соответствующая легенда. Страстный охотник Хакке оказался один на один с раненым кабаном. У него сломался нож, чтобы добить зверя. Когда кабан атаковал охотника, Хакке ухватился за его шерсть на спине и хвост и уселся на него задом наперёд. Так верхом на кабане Хакке по пролеску проскакал до болота перед Шпандаускими воротами, где благополучно расстался с животным, никак не пострадав. Охотничья история Хакке рассмешила короля до слёз. Он приказал своему верному коменданту города осушить болото на том месте, где Хакке сбросил кабан, и построить там дома.
Хакке был похоронен в гарнизонной церкви в непосредственной близости от Хакского Рынка. Младшая дочь Хакке состояла в браке с генералом Фридрихом Вильгельмом фон Зейдлицем.